# Xenicus
Xenicus es un género de ave de la familia Acanthisittidae. Está compuesto por aves endémicas de Nueva Zelanda. En idioma español se conocen como acantisítidos. Son aves de tamaño pequeño, de no más de 10 cm.

## Especies
- Acantisita roquero, Xenicus gilviventris
- Acantisita de matorral, †Xenicus longipes (extinto)
- Acantisita de Stephens, †Xenicus lyalli (extinto)